# Orgel von St. Mauritius (Hollern)

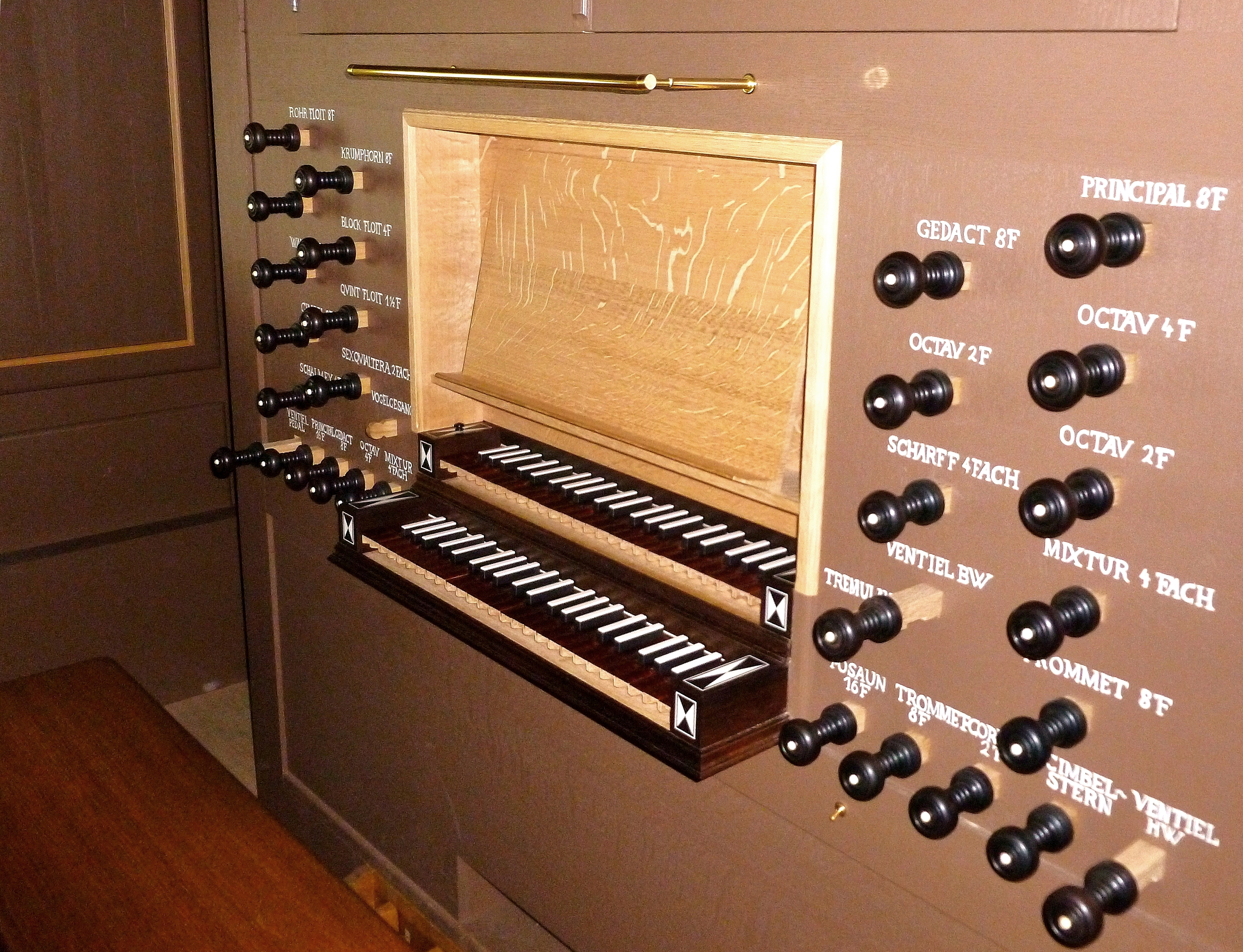
Rekonstruierter Spieltisch

Die Orgel von St. Mauritius (Hollern) wurde von 1688 bis 1690 von Arp Schnitger erbaut und verfügt über 24 Register auf zwei Manualen und Pedal. Etwa die Hälfte des originalen Pfeifenbestandes und der Großteil des Gehäuses sind erhalten.

## Baugeschichte

### Vorgängerinstrument
Dirck Hoyer aus Hamburg, ein Geselle von Hans Scherer dem Älteren, baute im Jahr 1575 eine neue Orgel mit bemalten Flügeltüren auf der alten Westempore. In den Rechnungsbüchern aus Hollern werden die Lohn-, Fracht- und Materialkosten im Einzelnen aufgeführt. Der Umstand, dass Schnitger gegen seine Gewohnheit keine Register aus der Vorgängerorgel übernahm, lässt auf einen desolaten Zustand des Instruments am Ende des 17. Jahrhunderts schließen.

### Neubau durch Schnitger 1688–1690
Nachdem das alte Instrument recht anfällig für Reparaturen geworden war, erhielt Arp Schnitger 1688 den Auftrag für einen Orgelneubau. Im Jahr 1690 wurden die fertigen Orgelteile aus Schnitgers Werkstatt in Hamburg über die Elbe nach Hollern überschifft. Schnitgers Freund Vincent Lübeck nahm das neue Orgelwerk am 21. September 1691 ab. Der Stader Zimmermeister Andreas Henne hatte eine zweite Empore für die Orgel mit einem sogenannten Orgellektor („Orgelkanzel“) gebaut, sodass das Instrument bis unmittelbar unter die Kirchendecke reichte. Die beengten Platzverhältnisse sind an den ungewöhnlich kurzen Pfeifenfüßen im Pedal ablesbar. Nach Schnitgers nachgelassenen Aufzeichnungen begannen die Prospektpfeifen beim tiefen G, tatsächlich aber bei A.
Der Prospekt des Hauptwerks ist fünfteilig mit einem überhöhten polygonalen Mittelturm und außen zwei Spitztürmen. Zweigeschossige Flachfelder, die durch schmale Kämpferleisten getrennt sind, vermitteln zwischen den Pfeifentürmen. Die Pfeifen in den unteren Flachfeldern sind stumm. Über den Flachfeldern sind zwei Zimbelsterne angebracht. Die Prospektpfeifen mit einem hohen Bleianteil sind original, mit einer Zinnfolie foliiert und haben vergoldete Rundlabien. Nach oben schließen die Pfeifenfelder mit gesägten Schleierbrettern ab, die durchbrochenes Rankenwerk zeigen. Die schmalen seitlichen Blindflügel wurden entsprechend alten Fotos rekonstruiert. Das obere und untere Kranzgesims hat vergoldete Profilleisten und einen geraden Fries. Segmentierte Konsolen leiten zum schmaleren Untergehäuse über.
Schnitgers Neubau verfügte über 24 Register auf Haupt- und Brustwerk und selbstständigem Pedal in zwei Pedaltürmen in der Emporenbrüstung. Aufgrund der Ähnlichkeiten in Disposition, Architektur und Dekor kann die Orgel in Steinkirchen als Schwesterinstrument bezeichnet werden, das aber vier Stimmen mehr aufweist. Offensichtlich hatte sich die Hollener Kirchengemeinde mit der neuen Orgel finanziell übernommen, denn die Zahlungen mussten bis 1695 in Raten abgeleistet werden. Schnitgers Disposition wird 1856 von Furtwängler überliefert:

### Spätere Arbeiten

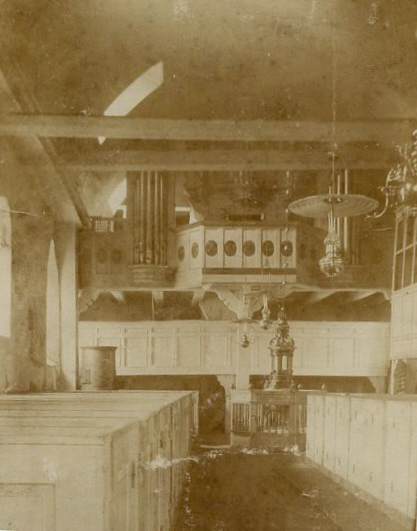
Orgelempore vor dem Umbau 1901

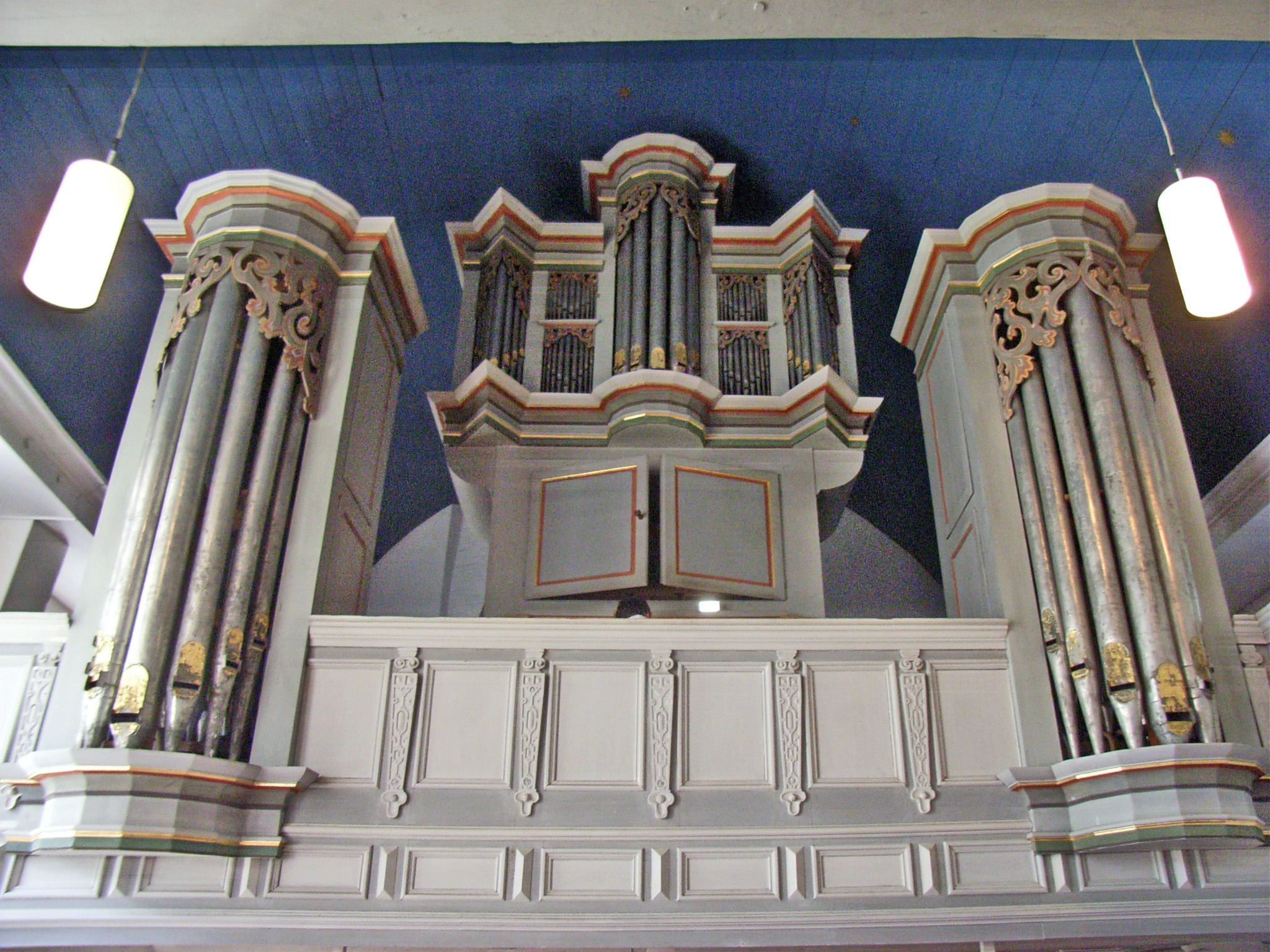
Orgel nach dem Kemper-Umbau

Reparaturen sind 1756, 1766 und 1770 durch Dietrich Christoph Gloger möglich, aber nicht gesichert. Ähnlich verhält es sich mit einer Reparatur im Jahr 1776 durch Georg Wilhelm Wilhelmy. Seit den 1780er Jahren wird eine hohe Empore über der inzwischen aufgegebenen Empore („Schülerchor“) für Kinder und Soldaten erwähnt. Eine Einkürzung des Orgelgehäuses muss demzufolge bereits vor 1780 und nicht erst 1858 stattgefunden haben.
Der gravierendste Umbau der Orgel erfolgte im Jahr 1858 durch Philipp Furtwängler aus Elze, der das Brustwerk zugunsten eines völlig neuen Hinterwerks entfernte. Dieses neue Werk umfasste zehn Register, von denen die Mixtur aus dem Hauptwerk übernommen wurde. Auch im Hauptwerk und Pedal veränderte Furtwängler die Disposition und ersetzte vor allem gemischte Stimmen durch grundtönige Register. Meist wird angenommen, dass die Versetzung der Empore erst unmittelbar vor Furtwänglers Umbau erfolgte.
Im Jahr 1901 wurde der Orgellektor entfernt und der Brüstungsverlauf begradigt, sodass die Pedaltürme halb hinter der Brüstung verschwanden. 1959 beseitigte man die untere Westempore und legte die Orgelempore tiefer. In diesem Zuge gingen die Tafeln an der Emporenbrüstung verloren.
Die Orgelbaufirma Emanuel Kemper aus Lübeck führte 1965/1966 einen weiteren großen Umbau aus. Nach Verlegung der Empore fanden die Pedaltürme wieder ihren Platz in der Emporenbrüstung, erhielten jedoch nicht ihre ursprüngliche Höhe. Erneuert wurden die Traktur, der Spieltisch, teils die Windladen von Hauptwerk und Pedal. Das Untergehäuse des Hauptwerkes wurde um etwa 110 cm erhöht, um Platz für ein neues Brustwerk zu schaffen. In dieses Brustwerk kehrten die beiden Register Sesquialtera und Scharff zurück, die noch überwiegend von Schnitger stammen. Das gesamte Pfeifenmaterial wurde umgearbeitet, sogar bei den bis dahin original erhaltenen Zungenregistern im Pedal. Das Schleierwerk wurde teils ersatzlos entfernt.

### Restaurierung

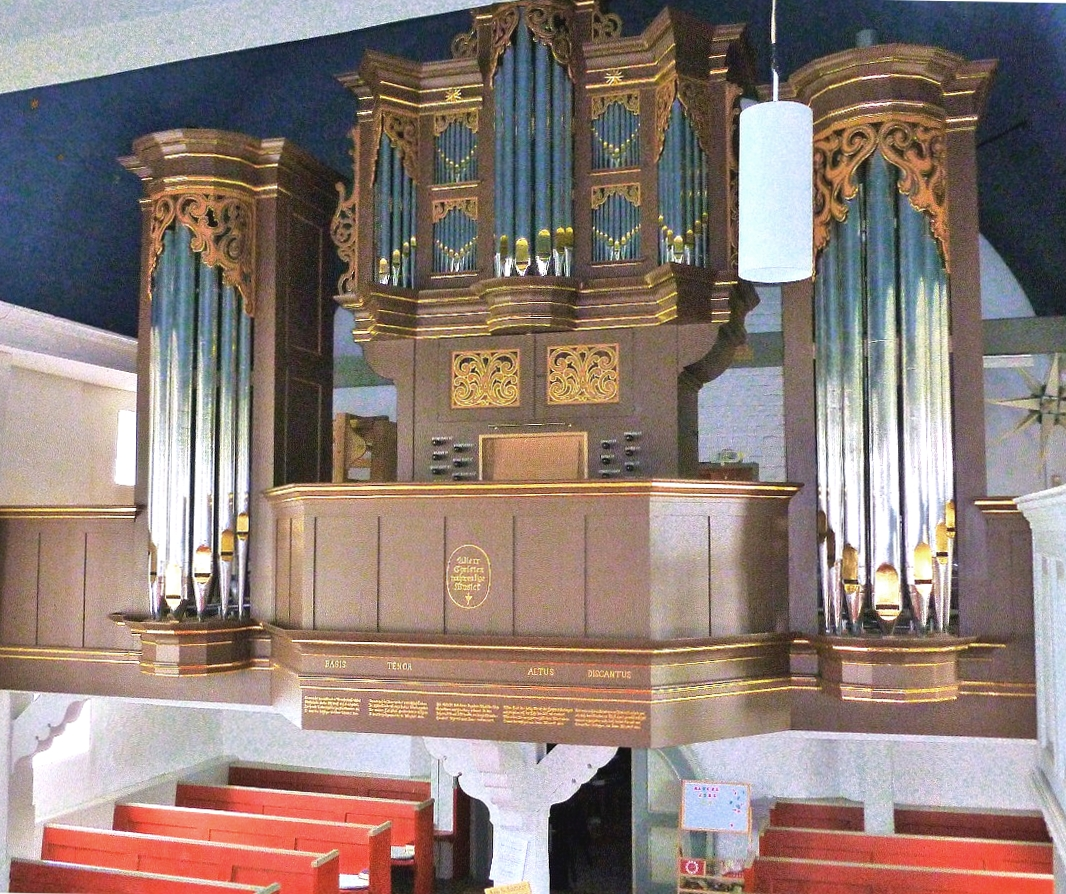
Orgel auf der rekonstruierten Empore

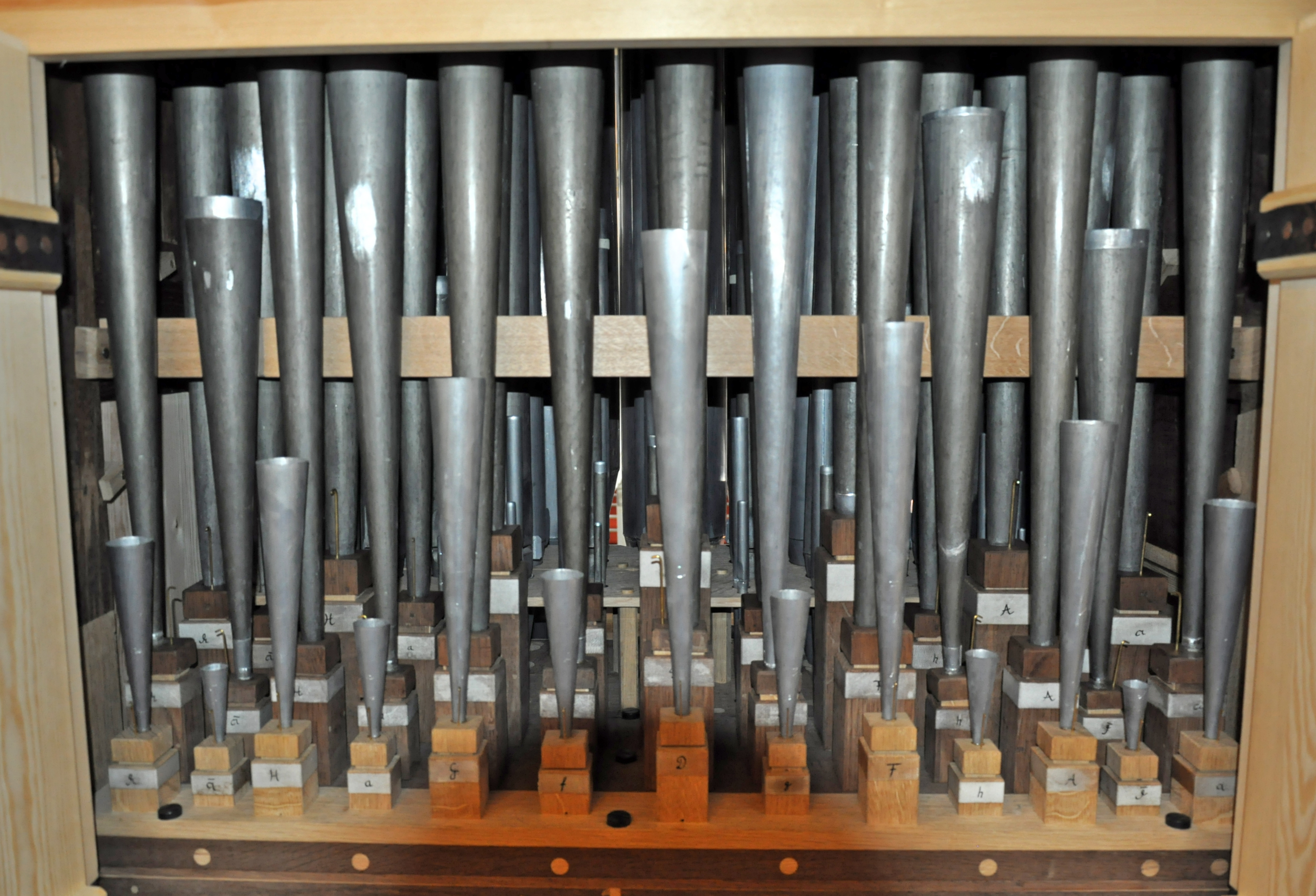
Die Zungenstimmen im Pedal

Aufgrund der nur unvollständigen Rückführung, der unbefriedigenden Proportionierung der Gesamtanlage durch das verkürzte Pedalgehäuse und der Eingriffe in das Pfeifenwerk wurde im Jahr 2010/2011 eine konsequente Rekonstruktion auf den Originalzustand durch Hendrik Ahrend vorgenommen. Dies schloss die Wiederherstellung der Orgelempore und der Pedaltürme mit ein. Die bisherigen klanglichen und technischen Mängel, die durch unzureichende Wartungsmaßnahmen seit 1967 noch verstärkt wurden, sind nun durch die Rekonstruktion der nicht originalen Pfeifen, der Brustwerk-Windlade und der Mechanik behoben. Die erhaltenen Pfeifen und Windladen wurden restauriert und die ursprüngliche mitteltönige Stimmung wieder gelegt. Die Restaurierung/Rekonstruktion der Farbfassung wurde von Dietrich Wellmer durchgeführt. Die Wiedereinweihung der Orgel fand am 28. August 2011 statt. Die aktuelle Disposition entspricht wieder dem Zustand von 1690:

## Disposition seit 2011 (= 1690)
| I Hauptwerk CDEFGA–c3 |     |   |
| Principal             | 8′0 | S |
| Rohr Floit            | 8′  | S |
| Octav                 | 4′  | S |
| Nashat                | 3′  | S |
| Octave                | 2′  | S |
| Wald Floit            | 2′  | S |
| Mixtur IV             |     | A |
| Cimbel III            |     | A |
| Trommet               | 8′  | S |
| Schalmey              | 4′  | A |

| II Brustwerk CDEFGA–c3 |       |     |
| Gedackt                | 08′0  | A   |
| Block Floit            | 04′   | A   |
| Octav                  | 02′   | A   |
| Quint Floit            | 1 ⁄2′ | A   |
| Sexquialtera II0       |       | S/A |
| Scharff IV             |       | S/A |
| Krumphorn              | 08′   | A   |

| Pedal CDE–d1 |      |     |
| Principal    | 16′0 | S/A |
| Gedact       | 08′  | A   |
| Octav        | 04′  | S   |
| Mixtur IV    |      | A   |
| Posaun       | 16′  | S   |
| Trommet0     | 08′  | S   |
| Cornet       | 02′  | A   |

- Koppel: Schiebekoppel II/I (A)
- 2 Zimbelsterne (A)
- Vogelsang (A)
- Tremulant (A)

Anmerkungen
S = Schnitger (1690)
A = Ahrend (2011)

## Technische Daten
- 24 Register, 35 Pfeifenreihen, 1.418 Pfeifen
- Windversorgung:

  - Winddruck: 73 mmWS
- Windladen: Hauptwerk und Pedal (Schnitger), Brustwerk (Ahrend)
- Traktur:
  - Klaviaturen (Ahrend)
  - Tontraktur: Mechanisch
  - Registertraktur: Mechanisch
- Stimmung:
  - Mitteltönige Stimmung (1⁄4-Komma)
  - Tonhöhe ca. 1⁄2 Ton über a1 = 440 Hz

## Aufnahmen/Tonträger
- Vollständigkeit anstrebende Diskografie.